# Umburatiba
Umburatiba es un municipio brasileño del estado de Minas Gerais. Su población estimada en 2020 era de 2.596 habitantes. La ciudad pertenece a la mesorregión estadística de Valle del Mucuri y a la microrregión estadística de Nanuque. Se convirtió en municipio en 1962.